# Кардано (Болцано)
Кардано је насеље у Италији у округу Болцано, региону Трентино-Јужни Тирол.
Према процени из 2011. у насељу је живело 442 становника. Насеље се налази на надморској висини од 303 м.